# Purperkuiftoerako
De purperkuiftoerako (Gallirex porphyreolophus synoniem: Tauraco porphyreolophus) is een vogel die behoort tot de familie Musophagidae (toerako's).

## Verspreiding en leefgebied
Deze soort komt voor in zuidoostelijk Afrika en telt twee ondersoorten:
- G. p. chlorochlamys: van zuidoostelijk Kenia tot noordelijk Mozambique en Malawi.
- G. p. porphyreolophus: van Zimbabwe en Mozambique tot noordoostelijk Zuid-Afrika.